# Nikos Charalampous (1966)
Nikos Charalampous (in greco: Νίκος Χαραλάμπους; 3 novembre 1966) è un ex calciatore cipriota, di ruolo centrocampista.

## Carriera

### Club
Ha giocato nella massima serie cipriota con Olympiakos Nicosia e APOEL Nicosia.

### Nazionale
Ha giocato la sua unica partita con la nazionale cipriota nel 1995.